# Гёктюрк, Акшит
Акшит Гёктюрк (тур. Akşit Göktürk, 27 декабря 1934 — 26 февраля 1988) — турецкий лингвист и переводчик.

## Биография
Родился 27 декабря 1934 года в иле Ван.
В 1960 году окончил Литературный факультет Стамбульского университета по специальности «Английский язык и литература».
Умер 26 февраля 1988 года.

### Вклад
Перевёл на турецкий язык ряд известных произведений, в том числе «Робинзон Крузо» Даниеля Дефо, «Остров сокровищ» Роберта Стивенсона, а также «Священный лес» Томаса Элиота.
За свой перевод «Робинзона Крузо» получил в 1969 году премию турецкой языковой ассоциации.